# پاول کخ
پاول کخ (انگلیسی: Paul Koch; ۲۲ مهٔ ۱۸۹۷ – ۲۲ اکتبر ۱۹۵۹) دوچرخه‌سوار اهل آلمان بود.